# Kassie DePaiva
Kassie DePaiva, född 21 mars 1961, är en amerikansk skådespelare och sångare. 
DePaiva har bland annat medverkat i Melrose Place och Baywatch. Mest känd är hon dock för sin roll som Bobby Jo i kultfilmen Evil Dead II. 

## Filmografi
- Guiding Light
- One Life to Live
- The Pro Shop
- Time Trax
- Melrose Place
- Baywatch
- Exit
- Undone

## Fotnoter
1. ↑  Internet Movie Database, IMDb-ID: nm0219990co0047972, läst: 10 januari 2016.[källa från Wikidata]
2. ↑  Discogs, Discogs artist-ID: 2689064, läst: 9 oktober 2017.[källa från Wikidata]
3. ↑  Deutsche Synchronkartei, Deutsche Synchronkartei skådespelar-ID: 96391, läst: 4 april 2022.[källa från Wikidata]